# Ciclone Khai-muk
A tempestade ciclônica Khai-muk (designação do JTWC: 05B; conhecido simplesmente como Ciclone Khai-muk) foi um ciclone tropical que afetou o sudeste da Índia em meados de novembro de 2008. Sendo o oitavo ciclone tropical e o terceiro sistema tropical dotado de nome da temporada de ciclones no Oceano Índico norte de 2008, Khai-muk formou-se de uma área de perturbações meteorológicas sobre o golfo de Bengala em 13 de novembro. Seguindo continuamente para oeste, o sistema continuou a se intensificar lentamente e foi classificado como uma depressão tropical profunda durante as primeiras horas (UTC) de 14 de novembro, e para a tempestade ciclônica Khai-muk mais tarde naquele dia. Condições meteorológicas desfavoráveis impediram o sistema de se intensificar rapidamente, logo atingiu seu pico de intensidade em 15 de novembro, com ventos máximos sustentados de 85 km/h, segundo o Joint Typhoon Warning Center (JTWC), ou 65 km/h, segundo o Departamento Meteorológico da Índia (DMI). Khai-muk continuou a seguir para oeste até atingir a costa da província indiana de Andhra Pradesh durante as primeiras horas (UTC) de 16 de novembro, sendo desclassificado para uma depressão tropical profunda horas antes. A partir de então, Khai-muk começou a se enfraquecer rapidamente sobre terra, e tanto o JTWC quanto o DMI emitiram seus avisos finais sobre o sistema mais tarde naquele dia.
Khai-muk causou apenas impactos menores na Índia, pois chegou ao país já debilitado pelas condições meteorológicas desfavoráveis. Os prejuízos econômicos associados aos efeitos do ciclone são mínimos, embora desconhecidos exatamente. Nenhuma fatalidade foi relatada em associação aos impactos de Khai-muk na Índia.

## História meteorológica

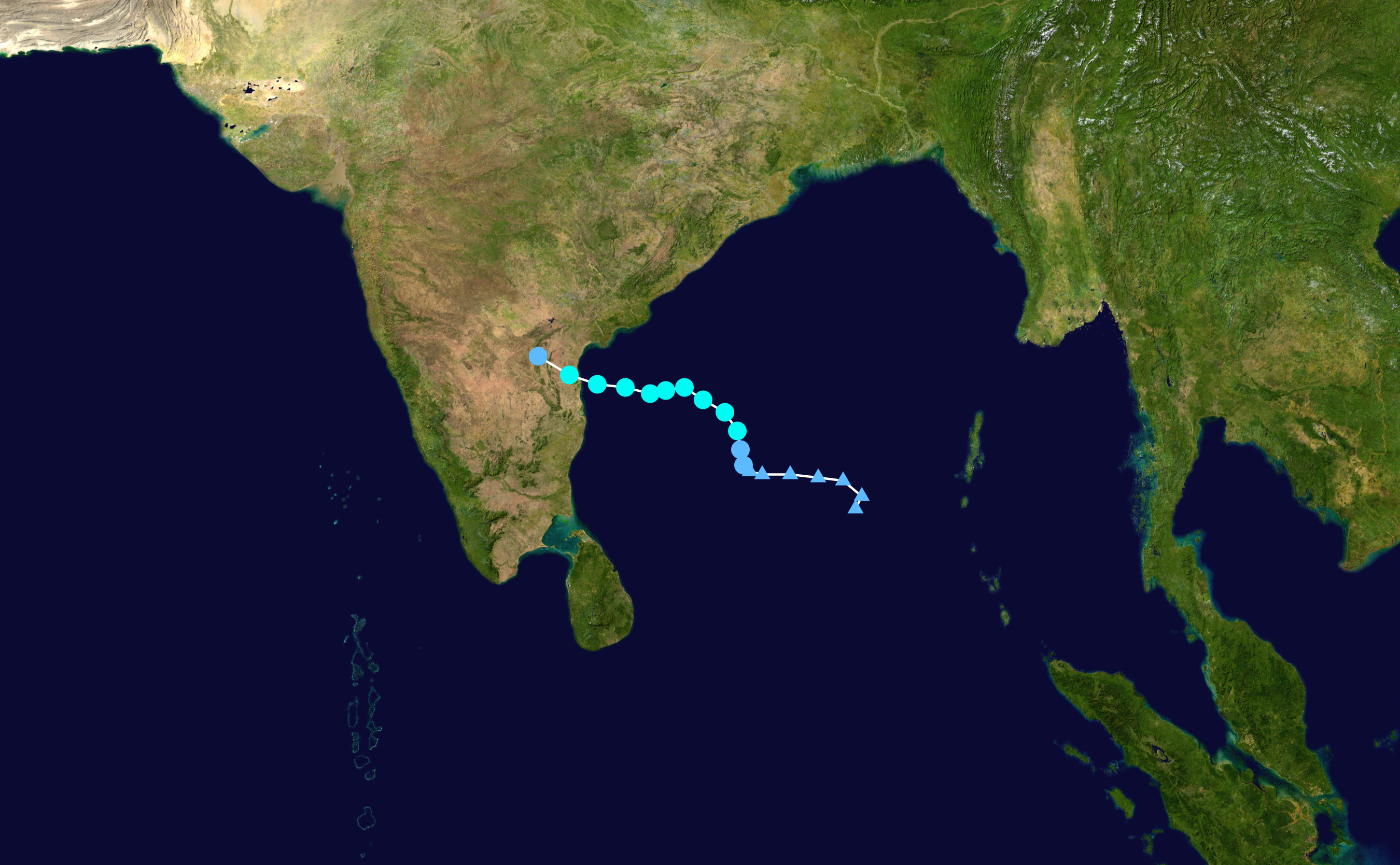
O caminho de Khai-muk

Khai-muk formou-se de uma área de perturbações meteorológicas logo a oeste da península da Malásia, sobre o mar de Andaman, em 8 de novembro. Inicialmente, o sistema não foi capaz de se organizar rapidamente devido à desorganização de sua circulação ciclônica de baixos níveis associada, mesmo estando numa área com águas quentes oceânicas e numa região com baixo cisalhamento do vento. Seguindo continuamente para oeste, a perturbação tropical começou a mostrar sinais de organização em 12 de novembro, quando começou a se formar áreas de convecção profunda próximas ao seu centro ciclônico de baixos níveis, além da formação de uma área de difluência atmosférica de altos níveis, o que auxiliava no aumento dos fluxos de saída, favoráveis à intensificação do sistema. Continuando a se consolidar lentamente, a perturbação foi classificada como uma depressão tropical pelo Departamento Meteorológico da Índia (DMI) durante o começo da tarde (UTC) de 13 de setembro. A contínua melhora dos fluxos de saída fez o sistema se organizar mais rapidamente. Com isso, o Joint Typhoon Warning Center (JTWC) emitiu um Alerta de Formação de Ciclone Tropical (AFCT) sobre o sistema ainda naquela tarde. O sistema continuou a se consolidar no restante daquele dia. A organização do sistema continuou a melhorar assim que os fluxos de saída ficaram mais definidos com a formação de um anticiclone de altos níveis sobre o sistema, o que auxiliava na formação de mais áreas de convecção profunda. Durante as primeiras horas (UTC) de 14 de novembro, o sistema já apresentava organização suficiente para ser declarado como um ciclone tropical significativo pelo JTWC, que lhe atribuiu a designação "05B".
Ao mesmo tempo, o Departamento Meteorológico da Índia (DMI) classificou o sistema para uma depressão tropical profunda, uma classificação equivalente a uma tempestade tropical. O sistema continuou a se consolidar durante aquele dia, e o DMI classificou o sistema para uma tempestade ciclônica ainda naquela tarde (UTC), atribuindo-lhe o nome "Khai-muk", nome que foi submetido à lista de nomes dos ciclones pela Tailândia. Seguindo para oeste pelo golfo de Bengala através da periferia sul de uma alta subtropical, Khai-muk continuou a se intensificar lentamente. No entanto, durante aquela noite (UTC), a tendência de intensificação de Khai-muk foi interrompida pelo aumento do cisalhamento do vento assim que a tempestade executou uma breve mudança de trajetória para noroeste, retornando logo em seguida para oeste-noroeste. Com isso, o ciclone atingiu seu pico de intensidade, com ventos máximos sustentados de 85 km/h, segundo o JTWC, ou 65 km/h, segundo o DMI.
A partir de então, Khai-muk manteve sua intensidade durante o restante daquele dia e durante a madrugada (UTC) de 15 de novembro; o ciclone estava sendo abatido por cisalhamento do vento moderado, mas conseguia manter a intensidade devido aos seus bons fluxos de saída. No entanto, a partir daquela manhã (UTC), a circulação ciclônica de baixos níveis de Khai-muk começou a interagir com a costa indiana. Com isso, a tempestade começou a se enfraquecer e o DMI desclassificou Khai-muk para uma depressão tropical profunda ainda naquela manhã. No entanto, naquela tarde (UTC), Khai-muk parou de se enfraquecer, conseguindo manter a sua intensidade com a formação de novas áreas de convecção profunda. No entanto, a partir daquela noite (UTC), o aumento adicional do cisalhamento do vento deslocou as áreas de convecção para fora do centro ciclônico, que ficou exposto com a ausência de nuvens. Além disso, a crescente interação com terra contribuiu para a nova tendência de enfraquecimento do sistema. Finalmente Khai-muk fez landfall na costa sul da província indiana de Andhra Pradesh, com ventos de até 65 km/h, segundo o JTWC, por volta da meia-noite (UTC) de 16 de novembro. A partir de então, Khai-muk começou a se enfraquecer rapidamente sobre a Índia. Com isso, o JTWC emitiu seu aviso final sobre o sistema ainda durante aquela madrugada (UTC). Ao mesmo tempo, o DMI desclassificou o sistema para uma simples depressão tropical, e mais tarde naquele dia, desclassificou o sistema para uma área de baixa pressão remanescente e também emitiu seu aviso final sobre o sistema.

## Preparativos e impactos
Khai-muk causou apenas impactos menores na Índia, pois chegou ao país já debilitado pelas condições meteorológicas desfavoráveis. Os prejuízos econômicos associados aos efeitos do ciclone são mínimos, embora desconhecidos exatamente. Nenhuma fatalidade foi relatada em associação aos impactos de Khai-muk da Índia.